# Messe Nr. 2 (Schubert)
Die Messe Nr. 2 in G-Dur D 167 ist eine Messvertonung für Soli, Chor und Orchester von Franz Schubert aus dem Jahr 1815.

## Entstehung und Geschichte
Laut Eintrag im Partitur-Autograph komponierte der gerade 18-jährige Schubert die Messe in weniger als einer Woche, vom 2. bis 7. März 1815. Da er dafür die Arbeit an seiner 2. Sinfonie unterbrach, darf angenommen werden, dass Schubert für die Messe einen Kompositionsauftrag erhielt. In der Erstfassung war für das Orchester nur eine am Wiener Kirchentrio (2 Violinen und Basso continuo, hier erweitert um die Bratsche) orientierte kleine Besetzung vorgesehen. Vermutlich wurde das Werk in dieser Form erstmals 1815 unter Schuberts eigener Leitung in der Lichtentaler Pfarrkirche aufgeführt.
Zu einem nicht genau bestimmten späteren Zeitpunkt erweiterte Schubert die Besetzung des Werks um Trompeten und Pauken. Da Eusebius Mandyczewski, der Herausgeber des Werks im Rahmen der alten Schubert-Gesamtausgabe (1887), diese Erweiterungen für unecht hielt, nahm er nur die Erstfassung in die Edition auf, was für die kommenden Jahrzehnte für die Rezeption der Messe bestimmend blieb. Erst in den 1980er-Jahren wurde der originale Stimmensatz von der Hand Franz Schuberts mit den instrumentalen Erweiterungen in Klosterneuburg wieder aufgefunden, wo am 11. Juli 1841 die erste nachweisbare Aufführung dieser Fassung stattgefunden hatte.
Der Erstdruck der Messe erfolgte 1846, allerdings fälschlicherweise unter dem Namen des früheren Prager Domkapellmeisters Robert Führer, der kurz zuvor seine Stelle wegen Betrugs verloren hatte und später wegen diverser Vergehen im Gefängnis landete. Schuberts Bruder Ferdinand forderte daraufhin 1847 in einem Zeitungsartikel die Richtigstellung, die bei der nächsten Auflage des Drucks erfolgte.
Ferdinand Schubert erweiterte 1847 seinerseits die Besetzung der Messe nochmals um Oboen (oder Klarinetten) und Fagotte.

## Aufbau
- Kyrie (Sopran solo, Chor – G-Dur)
- Gloria (Sopran u. Bass solo, Chor – D-Dur)
- Credo (Chor – G-Dur)
- Sanctus (Chor – D-Dur)
- Benedictus (Sopran, Tenor u. Bass solo, Chor – G-Dur moduliert nach D-Dur)
- Agnus Dei (Sopran u. Bass solo, Chor – e-Moll moduliert nach G-Dur)

Die Aufführungsdauer beträgt ca. 25 Minuten.

## Besetzung
- Sopran-, Tenor- und Bass-Solo
- Chor (SATB)
- 2 Oboen (oder Klarinetten) ad libitum, 2 Fagotte ad libitum, 2 Trompeten ad libitum, Pauken ad libitum, Streicher (Violine I u. II, Bratsche, Cello, Kontrabass), Orgel

## Werkbeschreibung
Die Messe ist überwiegend homophon und liedhaft gesetzt und somit auf die Möglichkeiten einer kleineren Kirchengemeinde hin ausgerichtet. Nur das Benedictus ist als dreistimmiger Kanon angelegt, und die Osanna-Abschnitte von Sanctus und Benedictus sind als Fugati komponiert.
Wie in allen seinen lateinischen Messvertonungen lässt Schubert im Credo den Satz “Et unam sanctam catholicam et apostolicam ecclesiam” (deutsch: „[Ich glaube an] die eine heilige katholische und apostolische Kirche“) aus, sowie – gleich mit fast allen anderen seiner lat. Messen (mit Ausnahme seiner ersten in F-Dur) – auch den Satz “Et expecto resurrectionem mortuorum” (deutsch: „Ich erwarte die Auferstehung von den Toten“), und gibt damit seinen ganz persönlichen Vorbehalten gegenüber bestimmten zentralen christlichen Glaubenssätzen Ausdruck.
Die G-Dur-Messe gehört heute zu den meistaufgeführten kirchenmusikalischen Werken Franz Schuberts.

## Hörbeispiele
Aufnahmen des MIT Concert Choir, Leitung: William Cutter (2000)
|  |  |  |  |  |  |

### Notenausgaben
- Franz Beyer (Hrsg.): Franz Schubert. Messe G-Dur für Soli, Chor, Orchester und Orgel D 167. Klavierauszug. Breitkopf & Härtel, Wiesbaden 1995, Edition Breitkopf 8611.
- Bernhard Paul, Willi Schulze (Hrsg.): Franz Schubert. Messe in G. Carus, Stuttgart 1995, ISMN M-007-07519-4.

### Sekundärliteratur
- Hans Jaskulsky: Die lateinischen Messen Franz Schuberts. Schott, Mainz 1986, ISBN 3-7957-1784-1.
- Michael Kube: Messe Nr. 2 G-Dur D 167. In: Hans Gebhard (Hrsg.): Harenberg Chormusikführer. Harenberg, Dortmund 1999, S. 781, ISBN 3-611-00817-6.